# Panelstory
Panelstory aneb Jak se rodí sídliště je český barevný film z roku 1979 režisérky Věry Chytilové natočený ve Filmovém studiu Barrandov, premiéru měl 1. prosince 1981. Jedná se o společenskou satiru kritizující stav normalizační společnosti v 70. letech 20. století v Československu. Mimo jiné také šlo o umělecky ztvárněnou reakci na tehdejší výstavbu obřích panelových sídlišť v Praze na Jižním Městě.

## Děj
Ve filmu probíhá několik příběhů lidí z rozestavěného panelového sídliště, skládající mozaiku života mezi panely a paneláky.

## Obsazení
| Lukáš Bech            | Pepík              |
| Antonín Vaňha         | děda               |
| Eva Kačírková         | Marie              |
| Oldřich Navrátil      | Franta             |
| Jiří Kodet            | herec              |
| Bronislav Poloczek    | Josef              |
| Daniela Šrajerová     | dispečerka         |
| Milan Klásek          | příslušník VB      |
| Ladislav Potměšil     | Vondráček          |
| Hana Hejduková        | trafikantka        |
| Petr Kratochvíl       | dělník             |
| Václav Helšus         | dělník             |
| Miluše Šplechtová     | Marta              |
| Michal Nesvadba       | Petr               |
| Alena Rýcová          | Soňa               |
| Jana Denemarková      | Helenka            |
| Klára Jerneková       | Vondráčková        |
| Štěpánka Chytilová    | stará paní         |
| Antonio M´Thini       | lékař              |
| Laďka Kozderková      | Alžběta            |
| Zdeněk Matouš         | malíř              |
| Boris Hybner          | malíř              |
| Dagmar Slivinská      | Alžběta            |
| Miroslav Homola       | Kurečka            |
| Věra Uzelacová        | Homolová           |
| Ladislav Krečmer      | Homola             |
| Rudolf Gröger         | taxikář            |
| Květoslava Vonešová   | Nováková           |
| Helena Pokorná        | Karásková          |
| Iva Hercíková         | Markusová          |
| Zuzana Schmidová      | těhotná žena       |
| Helena Lehká-Rejšková | listonoška         |
| Tereza Kučerová       | učnice             |
| Marie Sismilichová    | kadeřnice          |
| Jarmila Derková       | vedoucí            |
| Jana Břežková         | pokladní           |
| Josef Navara          | mistr              |
| Jaroslav Vozáb        | pojišťovák         |
| Vladimír Hrabánek     | Kolda              |
| Luděk Pallát          | Vaněk              |
| Jiří Koutný           | Kučera             |
| Oldřich Vlach         | role nepojmenována |
| Emma Černá            | role nepojmenována |
| Marie Richterová      | role nepojmenována |
| Monika Švábová        | role nepojmenována |
| Jana Viščaková        | role nepojmenována |
| Kateřina Vlková       | role nepojmenována |

## Ocenění
Film získal Velkou cenu ex aequo na mezinárodním festivalu autorských filmů San Remo (1980), Cenu Městského národního výboru (Bronislav Poloczek) a Cenu Studia mladých Československého rozhlasu za střih (Jiří Brožek) na festivalu filmové veselohry v Novém Městě nad Metují a Ledňáčka na festivalu českých a slovenských filmů Finále Plzeň (1990).